# 湯川相互作用
湯川相互作用(ゆかわそうごさよう、英語: Yukawa interaction)とは、素粒子物理学において、1つのボソンと2つのフェルミオンが関わる相互作用のことである。
4つのフェルミオンが関わるフェルミ相互作用を修正して湯川秀樹により導入された。
湯川相互作用は、核子(フェルミ粒子)の間に働くパイ中間子(擬スカラー)により媒介される核力の記述に用いることが出来る。また、標準模型においてクォークや電子(これらは質量ゼロの粒子として導入する)とヒッグス場の間の相互作用の記述にも用いられる。自発的対称性の破れでヒッグス場が真空期待値を持つことにより、クォークや電子は真空期待値に比例した質量を獲得する。

## ラグランジアン
湯川相互作用をするボソンφとディラック場ψはラグランジアン中で
{\displaystyle {\mathcal {L}}_{\mathrm {yukawa} }(\phi ,\psi )=-g{\bar {\psi }}\Gamma \psi \phi }
と書かれる。この形の項は湯川相互作用項と呼ばれる。
g は湯川相互作用の大きさを表す結合定数で、湯川結合定数と呼ばれる。
{\displaystyle \Gamma } はガンマ行列で、変換性により適当に挿入される。
{\displaystyle \Gamma ={\begin{cases}1&({\text{scalar}})\\i\gamma _{5}&({\text{pseudoscalar}})\\\end{cases}}}
系の全ラグランジアンは
{\displaystyle {\mathcal {L}}(\phi ,\partial \phi ,\psi ,\partial \psi )={\mathcal {L}}_{\phi }(\phi ,\partial \phi )+{\mathcal {L}}_{\psi }(\psi ,\partial \psi )+{\mathcal {L}}_{\mathrm {yukawa} }(\phi ,\psi )}
となる。
ボソンを実スカラー場とするとラグランジアンは以下のように書かれる。
{\displaystyle {\mathcal {L}}_{\phi }(\phi ,\partial \phi )={\frac {1}{2}}\partial ^{\mu }\phi \partial _{\mu }\phi -{\frac {1}{2}}m_{\phi }^{2}\phi ^{2}-V(\phi )}
ここで、{\displaystyle m_{\phi }} はスカラー場の質量で、{\displaystyle V(\phi )} はスカラー場の自己相互作用項である。
4次元時空でくりこみ可能性を課すと自己相互作用項は {\displaystyle V(\phi )=\lambda \phi ^{4}} となる（λは相互作用の強さ）。
ディラック場のラグランジアンは以下のように書かれる。
{\displaystyle {\mathcal {L}}_{\psi }(\psi ,\partial \psi )=i{\bar {\psi }}\gamma ^{\mu }\partial _{\mu }\psi -m_{\psi }{\bar {\psi }}\psi }
{\displaystyle m_{\psi }} はディラック場の質量である。
これらを全てまとめると以下のようになる。
{\displaystyle {\mathcal {L}}(\phi ,\partial \phi ,\psi ,\partial \psi )={\frac {1}{2}}\partial ^{\mu }\phi \partial _{\mu }\phi -{\frac {1}{2}}m_{\phi }^{2}\phi ^{2}-V(\phi )+i{\bar {\psi }}\gamma ^{\mu }\partial _{\mu }\psi -m_{\psi }{\bar {\psi }}\psi -g{\bar {\psi }}\psi \phi }
スカラー場 φ についての運動方程式を計算すると
{\displaystyle \partial ^{\mu }\partial _{\mu }\phi +m_{\phi }^{2}\phi =-{\frac {dV}{d\phi }}-g{\bar {\psi }}\psi }
となる。低エネルギーで質量項に比べて運動項と自己相互作用項が無視できるとすると、
{\displaystyle \phi =-{\frac {g}{m_{\phi }^{2}}}{\bar {\psi }}\psi }
となり、これを使ってスカラー場を消去すると
{\displaystyle {\mathcal {L}}(\psi ,\partial \psi )=i{\bar {\psi }}\gamma ^{\mu }\partial _{\mu }\psi -m_{\psi }{\bar {\psi }}\psi +{\frac {g^{2}}{2m_{\phi }^{2}}}({\bar {\psi }}\psi )^{2}}
となる。フェルミ相互作用が再現され、その結合定数は湯川結合定数とスカラー場の質量により計算される。

## 古典的ポテンシャル
2つのフェルミオンが、質量 {\displaystyle m_{\phi }} のスカラー場を通じて相互作用すると、2つのフェルミオンの間には、以下のような湯川ポテンシャル
{\displaystyle V(r)=-{\frac {g^{2}}{4\pi }}{\frac {1}{r}}e^{-m_{\phi }r}}
が生じる。これはクーロン力と符号、指数関数部分の他は似た形となっている。マイナスの符号により、全ての粒子の間に湯川相互作用は引力となる。これは、スカラー場がスピン 0 であること、偶数スピンの粒子によって媒介される力は常に引力となることで説明される。また、指数関数部分の存在により、相互作用の到達距離が有限となり、遠く離れた粒子同士はほとんど相互作用しなくなる。

## 自発的対称性の破れ
スカラー場のポテンシャル {\displaystyle V(\phi )} が {\displaystyle \phi =\phi _{0}(\neq 0)} で最小値 を持つとする。例えば、{\displaystyle V(\phi )=\mu ^{2}\phi ^{2}+\lambda \phi ^{4}} というポテンシャルで、{\displaystyle \mu ^{2}<0}, {\displaystyle \lambda >0} のとき、このようなことが起こる。このとき、ラグランジアンの対称性は自発的に破れる。このときのゼロでない値 {\displaystyle \phi _{0}} を {\displaystyle \phi } の真空期待値と呼ぶ。標準模型では、この真空期待値がフェルミオンの質量に反映される。質量項を示すために、作用を {\displaystyle {\tilde {\phi }}=\phi -\phi _{0}} を用いて書き換える。すると、湯川相互作用項には、
{\displaystyle g\phi _{0}{\bar {\psi }}\psi }
という項が含まれる。 g と {\displaystyle \phi _{0}} は定数であるため、この項は質量項と見なすことができ、フェルミオンは質量  {\displaystyle g\phi _{0}} を持つ。これが標準模型において、自発的対称性の破れを通じてフェルミオンが質量を獲得する機構である。{\displaystyle {\tilde {\phi }}} はヒッグス場として知られる。